# Луд
Луд (ивр. לוּד‎ Lūḏ) был сыном Сима и внуком Ноя, согласно Книге Бытия, глава 10 («Таблица народов»).
Потомки Луда, как правило, вслед за Иосифом Флавием, связаны с различными анатолийскими народами, в частности Лидией (ассирийским Лудду) и их предшественниками, лувийцами; сравните утверждение Геродота из книги («История», I. 7), что лидийцы впервые были названы так в честь своего царя, Лида (греч. Λυδός).
Однако летопись Ипполита Римского (около 234 года н. э.) идентифицирует потомков Луда с Лазонами или Алазониями (имена, обычно принимаемые как варианты слова Алазоны, сказанные Страбоном, когда он жил вдоль реки Халис), а лидийцы произошли от вышеупомянутого Лида, сына Мицраима.
Книга Юбилеев, описывая, как мир был разделён между сыновьями и внуками Ноя, говорит, что Луд получил горы Ассур и всё, что им принадлежит, до тех пор, пока не достигнет Великого моря, и пока он не достигнет Великого моря. достигает востока от Ассура, своего брата (перевод Карла). В эфиопской версии более ясно сказано: «… пока не достигнет», «к востоку, к доле его брата Ассура». Юбилеи также говорят, что Иаван — сын Иафета — получил острова перед частью Луда, и что Фувал получил три больших полуострова, начиная с первого полуострова, ближайшего к части Луда. Во всех этих случаях доля Луда, кажется, относится ко всему Анатолийскому полуострову к западу от Месопотамии.
Некоторые учёные связывают библейский Луд с Лубду из ассирийских источников, которые населяли определённые части западных мидийцев и Атропатену.
Мусульманский историк X века Абуль-Хасан Али ибн аль-Хусейн аль-Масу́ди пишет в своей широко известной исторической книге Золотые луга и рудники драгоценных камней, что Гайомарт, первый царь Персии, был сыном Луда и внуком Сима.
Мусульманский историк Абу́ Джафа́р Муха́ммад ибн Джари́р ат-Табари́ (около 915 года) пересказывает предание, согласно которому жену Луда звали Шакба, которая была дочерью Иафета, и что она родила ему Фариса, Джурджана и народы Персии. Далее он утверждает, что Луд был прародителем не только персов, но также амалекитов и ханаанеев, а также всех народов Востока, Омана, Хиджаза, Сирии, Египта и Бахрейна.